# Sitatunga
A sitatunga (Tragelaphus spekei) é um bovino africano, herbívoro e de hábitos solitários. A sitatunga mede de 90 a 100 cm de altura e pesa cerca de 120 kg. Assim como todos os bovídeos, a sitatunga possui chifres que carrega por toda a vida. A sitatunga está adaptada à vida em regiões pantanosas, como o Delta do Okavango e os rios da República Democrática do Congo. São excelentes nadadoras e preferem as zonas com vegetação densa, especialmente papiros. Os principais predadores deste animal são os crocodilos.